# Tõnis Kaasik

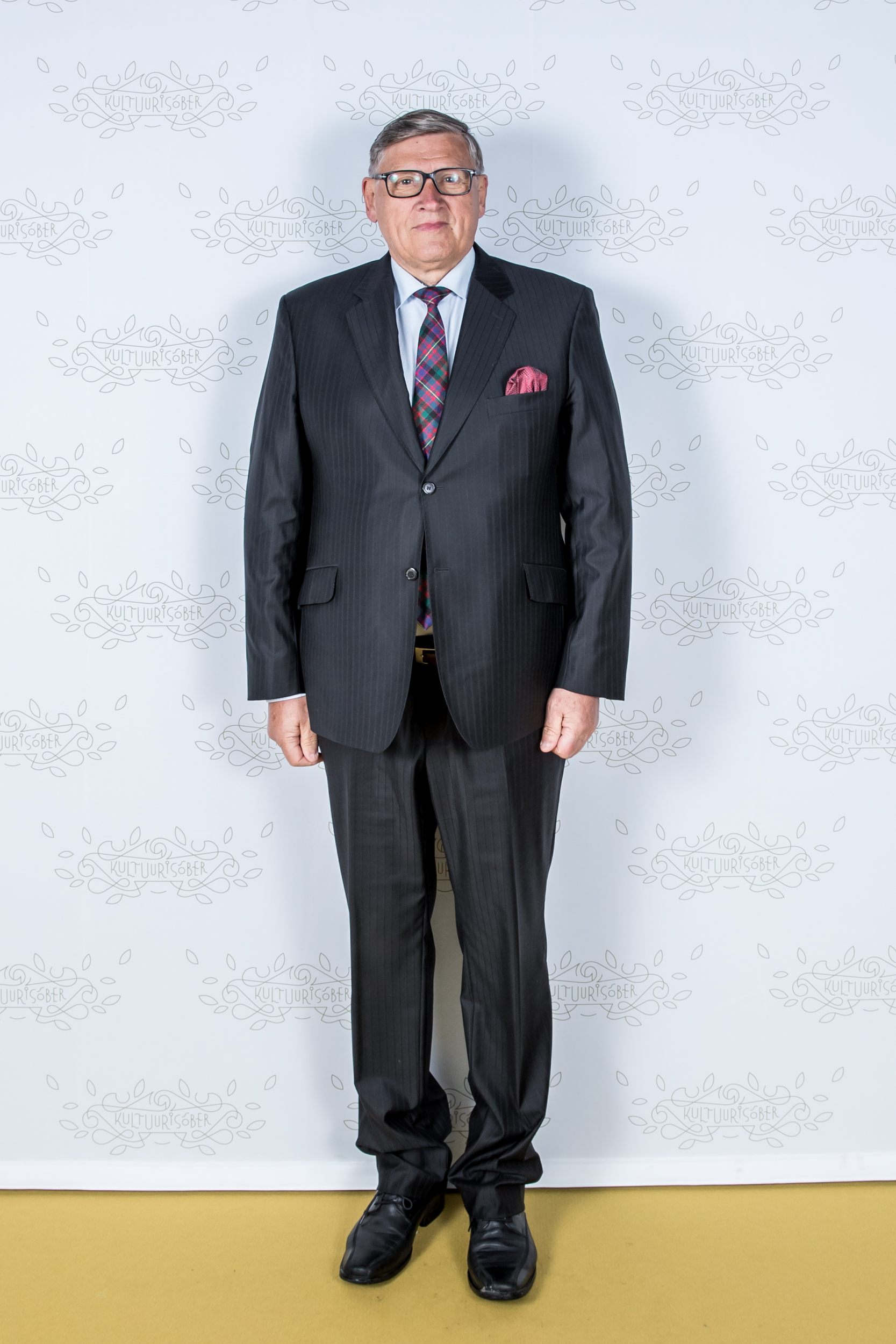
Tõnis Kaasik (2019)

Tõnis Kaasik (* 9. Januar 1949 in Tallinn) ist ein estnischer Unternehmer, Politiker und Umweltaktivist.

## Ausbildung
Tõnis Kaasik schloss 1966 die Schule in der estnischen Hauptstadt Tallinn ab. Bis 1971 studierte er Physiogeographie, insb. Naturschutz, an der Staatlichen Universität Tartu. 1985 verteidigte er seine Promotion im Fach Geographie im damaligen Leningrad.

## Umweltschutz, Politik und Unternehmertum
Von 1971 bis 1979 arbeitete Kaasik als Naturschutzinspektor bei der Forstverwaltung von Aegviidu. Von 1986 bis 1989 war er Lehr- und Forschungsdirektor beim „Estnischen Institut für Führungskräfte in der Wirtschaft“ (Eesti Majandusjuhtide Instituudi). 1990/91 leitete Kaasik das Wasseramt Estlands (veeamet).
Vom 13. Februar 1991 bis zum 29. Januar 1992 war Kaasik estnischer Umweltminister in der ersten demokratischen Regierung Estlands seit dem Zweiten Weltkrieg unter Führung von Ministerpräsident Edgar Savisaar. Dasselbe Amt hatte er bis zum 21. Oktober 1992 in der Nachfolgeregierung unter Ministerpräsident Tiit Vähi inne.
Von 1992 bis 1997 war Kaasik Direktor des Tallinner Zentrums des Stockholm Environment Institute (SEI). 1994 bildete er sich wissenschaftlich im dänischen Aarhus fort. Er hat zahlreiche Artikel und Bücher zu Umwelt- und Naturschutzthemen in Estland, dem Ostseeraum und Europa veröffentlicht.
1997 wechselte Kaasik zur Aktiengesellschaft Silmet. Ein Jahr später wurde er Leiter von ÖkoSil, eines Gemeinschaftsunternehmens der Republik Estland und der Silmet-Gruppe, das sich mit komplexen Umweltprojekten beschäftigt. Hierzu gehörte auch die Versiegelung eines nuklear und chemisch verseuchten Speicherteichs im nordost-estnischen Sillamäe, eine Umwelthypothek aus der Zeit der sowjetischen Besetzung Estlands.
Anfang der 2000er Jahre gründete Kaasik ein modernes Hotel- und Besucherzentrum auf dem historischen Gut von Saka an der Ostsee-Küste, dessen Eigentümer er ist.

## Fechter
Tõnis Kaasik ist auch als erfolgreicher Fechter bekannt. Ab 1961 trainierte er unter der Anleitung seines Lehrers Olev Piirsalu. 1966 und 1969 gewann Kaasik mit der Mannschaft die Meisterschaft der Estnischen SSR in der Waffengattung Fechten#Säbel. Von 2004 bis 2013 war Kaasik Präsident des estnischen Fechtverbands. Von 2005 bis 2013 gehörte er der Vertreterversammlung der Estnischen Olympiakomitees an.

## Veröffentlichungen (Auswahl)
- Kõrvemaa (1979)
- Keskkonnasündmus 1983–1987 (1990)
- Euroopa Liidu keskkonnapoliitika (1995)
- Eesti loodusvarad: geoloogia ja vesi (1996)
- Regional Response of the Baltic Sea Countries to Global Agenda 21 (1997)
- Keskkonna rakkes elu (Erinnerungen, 2020)